# Douglas SBD Dauntless
Pour les articles homonymes, voir Dauntless.
Le Douglas SBD Dauntless (SB pour Scout Bomber, en français « appareil de reconnaissance et bombardier en piqué », D pour Douglas) était un biplace embarqué de bombardement en piqué solide et sûr, qui encaissait assez bien les projectiles adverses.
Sous-motorisé, vulnérable, fatigant à piloter, le Dauntless n'en fut pas moins apprécié par ses équipages qui le surnommèrent Slow But Deadly (« Lent mais mortel »). Il finit par donner tort à ses détracteurs en coulant plus de navires que n'importe quel autre appareil engagé dans la guerre du Pacifique. Une version terrestre fut également construite pour l'USAAC sous la désignation A-24 Banshee.

## Historique
Son histoire commence en 1934, quand la marine américaine cherche un bombardier à basse altitude et ayant une capacité d’attaque en piqué.

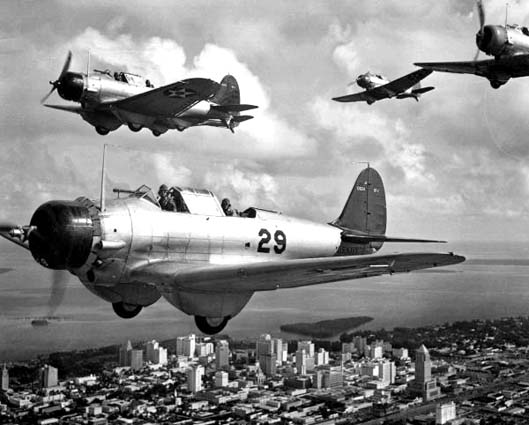
Les BT-1 en formation en Floride.

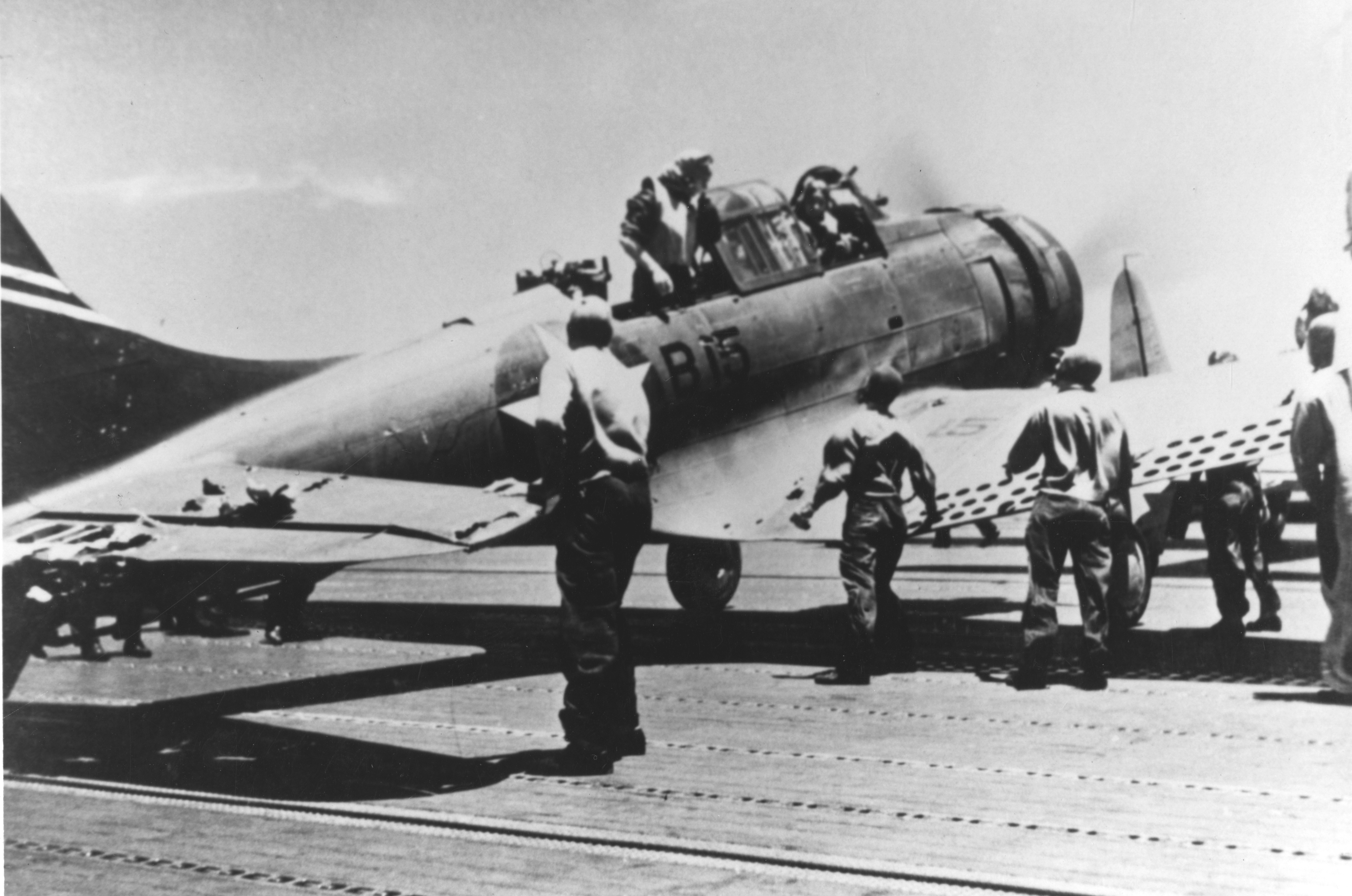
SBD-3 endommagé sur le porte-avions Entreprise le 4 juin 1942 pendant la bataille de Midway

Ayant récemment quitté la Douglas Corp, Jack Northrop proposa le BT-1. L’US Navy, après l’avoir vu en vol, passa une commande de 54 exemplaires en 1936. Mais après plusieurs tests sur les porte-avions USS Yorktown (CV-5) et USS Enterprise (CV-6), l’avion révéla quelques sérieux problèmes. Néanmoins Northrop continua à faire évoluer le BT-1 en remplaçant le moteur original par un Wright-Cyclone. Avec ce nouveau moteur le BT-1 prit la désignation BT-2.
En 1939, l’entreprise de Jack Northrop fut absorbée par Douglas et le BT-2 devient le XSBD-1 Dauntless.
Edward Heinemann, ayant quitté Nothrop, continua d’améliorer le Dauntless en rajoutant notamment des réservoirs supplémentaires (SBD-2). Cette version fut opérationnelle sur les porte-avions USS Lexington (CV-2) et USS Enterprise.
La version SBD-3 comprend une amélioration du blindage pour l’équipage et de nouveaux réservoirs auto-obturants. Une partie des 580 exemplaires du SBD-3 fut commandée par l’armée de l'air française, commande annulée à la suite de l’invasion de la France par l’Allemagne durant la Seconde Guerre mondiale. Néanmoins, après le début de la libération de la France, les Forces françaises libres utilisèrent une douzaine (ou une cinquantaine suivant les sources) de SBD-3 en mission d'appui au sol jusqu'à la fin de la guerre,.
Le SBD-4 est une version avec un réseau électrique passé à 12 volts (au lieu de 6 volts auparavant). Quelques-uns furent convertis en SBD-4P de reconnaissance.
La version suivante (et la plus produite), la SBD-5, fut produite en majorité dans l'usine Douglas à Tulsa (Oklahoma). Cette version fut équipée  avec un moteur R-1820 de 1 200 ch (890 kW) et une augmentation de la capacité en munitions. Plus de 2 400 d'entre eux furent produits. Quelques-uns furent transférés à la Royal Navy pour évaluation.

## Engagements

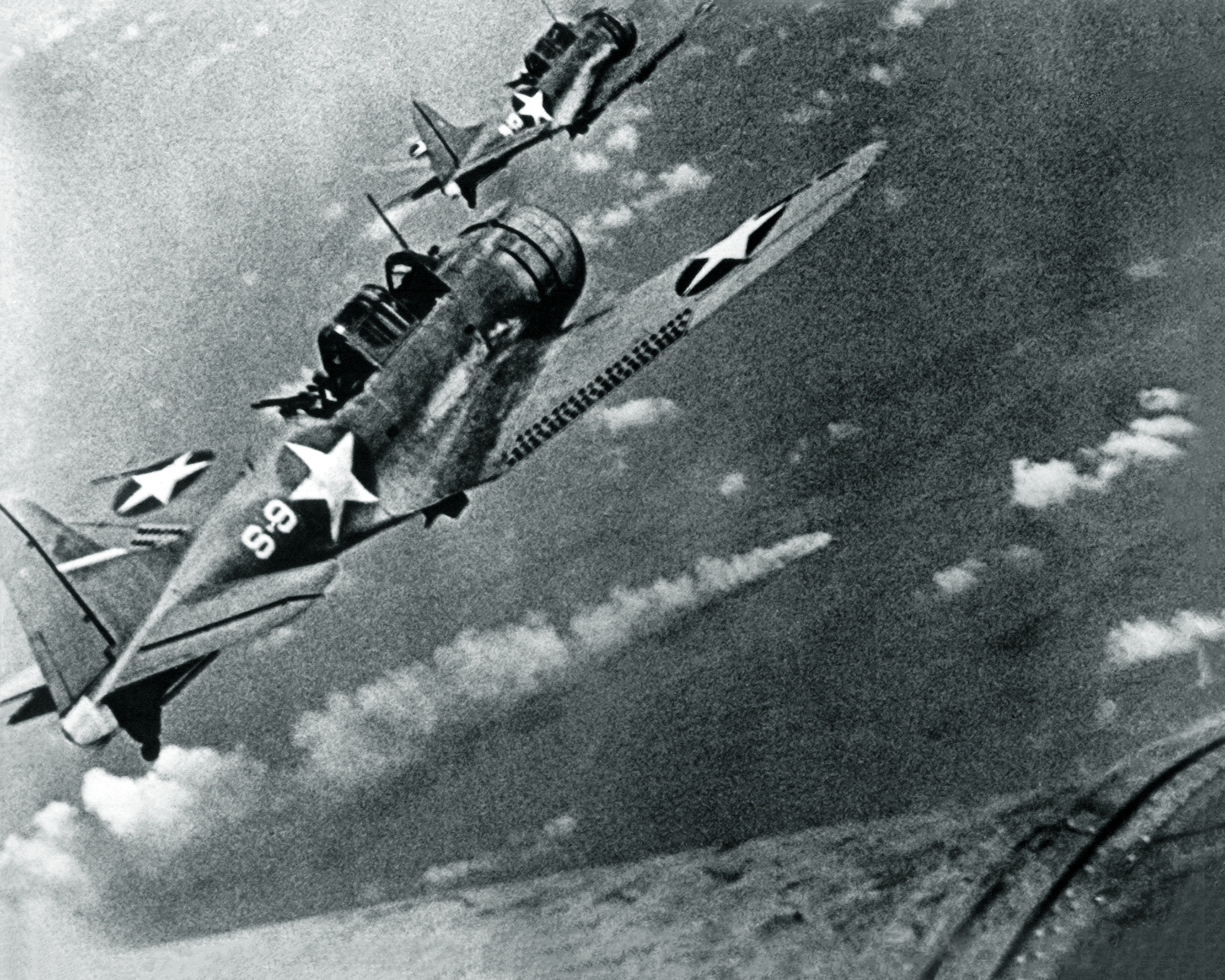
Douglas SBD Dauntless de l' se préparant à plonger sur le croiseur japonais Mikuma en feu.

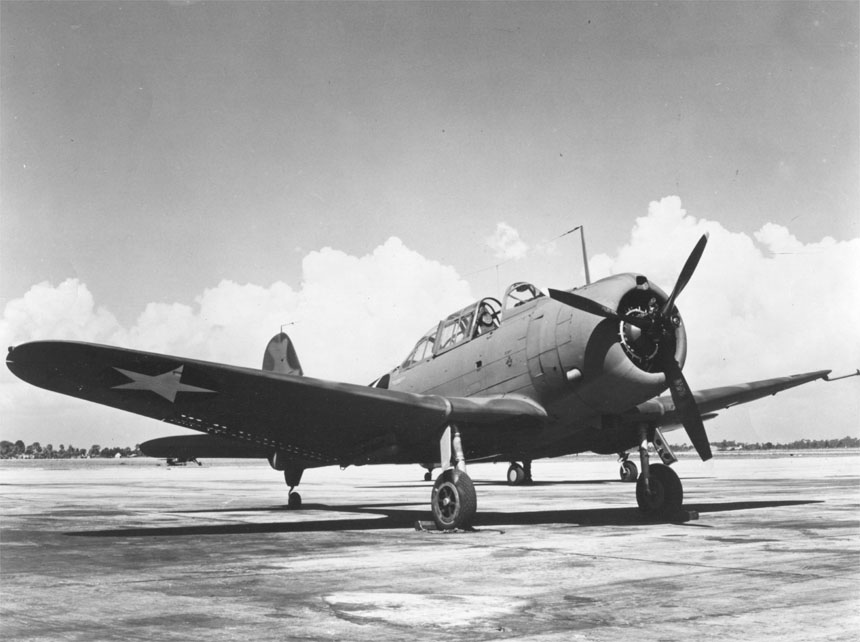
Douglas A-24 Banshee, version terrestre du SBD Dauntless utilisé par l'USAAF.

Le Dauntless est entré dans l'histoire comme le vainqueur de la bataille de Midway au cours de laquelle des escadres de SBD-3 ont détruit le 4 juin 1942 quatre porte-avions : l'Akagi, le Kaga, le Sōryū et l'Hiryū.
C'est en effet lui qui, après un premier assaut catastrophique mené par les TBD Devastator (aucun coup au but et la presque  totalité des 41 avions torpilleurs détruits), survint au pire moment pour l'escadre japonaise, les chasseurs en cours de ravitaillement encombrant les ponts. Trois des quatre porte-avions japonais présents furent coulés lors de cet assaut et le Hiryū, sévèrement endommagé lors d'un second assaut, est sabordé en fin de journée. Ce succès est décisif pour l'issue de la bataille qui constitue un tournant de la guerre dans le Pacifique.
L'avion restera utilisé jusqu'à la fin de la guerre, sa dernière grande opération étant la bataille de la mer des Philippines, en 1944.

## Variantes
- XSBD-1 : prototype obtenu par modification du Northrop XBT-2 (57 avions produits).
- SBD-1P : Version SBD-1 modifiée pour la reconnaissance (8 avions produits).
- SBD-2 : blindage amélioré et réservoirs autoobturants (87 avions produits).
- SBD-2P : version SBD-2 modifiée pour la reconnaissance (14 avions produits).
- SBD-3 : amélioration du SBD-2 (584 avions produits).
- SBD-3A : désignation des SBD-3 de la Navy cédés à l'USAAF.
- SBD-3P : version SBD-3 modifiée pour la reconnaissance (43 avions produits).
- SBD-4 : amélioration du SBD-3, avec nouvelle hélice et nouveaux circuits électriques (780 avions produits).
- SBD-5 : amélioration du SBD-4, avec moteur R-1820-60 (2 965 avions produits).
- SBD-5A : avions construits sous contrat pour l'USAAF mais livrés à l'US Navy.
- SBD-6 : amélioration du SBD-5, avec moteur R-1820-66 (450 avions produits + 1 prototype).
- A-24 : version du SBD-3A utilisée par l'USAAF (168 avions produits).
- A-24A : version du SBD-4 utilisée par l'USAAF (170 avions produits).
- A-24B : version du SBD-5 utilisée par l'USAAF (615 avions produits).
- RA-24A et RA-24B : désignation après 1942, indiquant le caractère périmé des versions A-24A et A-24B.
- F-24A et F-24B : nouvelles désignations des derniers RA-24A et B après 1947.
- QF-24A : modification de l'exemplaire 48-44 en avion cible téléguidé.
- QF-24B : modification de l'exemplaire 48-45 en avion guide du précédent.

## Culture populaire
- Dans le jeu vidéo Medal of Honor : Batailles du Pacifique, dans le dernier niveau du chapitre sur la bataille de Guadalcanal, on pilote un Dauntless en patrouille dans le Pacifique.
- Dans le jeu vidéo Air Conflict : Pacific Carrier, le joueur peut piloter un escadron de SBD Dauntless de l'USS Enterprise (CV-6) durant la campagne américaine.
- Dans les jeux vidéo War Thunder et Enlisted, le joueur peut rechercher et piloter un Dauntless.
- Dans le jeu vidéo Heroes of the Pacific, il est également possible de piloter un Dauntless.
- Dans le jeu vidéo Call of Duty: Vanguard, durant la mission Midway, le joueur est aux commandes d'un Dauntless durant la bataille du même nom.
- Dans le film La Bataille de Midway de Jack Smight, l'appareil piloté par le personnage fictif Capt. Matthew Garth, qui fait un appontage fatal, est un SBD Dauntless.
- Dans le film Dauntless: L'Enfer de Midway de Mike Phillips.
- Dans le film Midway de Roland Emmerich, retraçant les premiers événements de la Guerre du Pacifique, l'appareil du lieutenant Dick Best est un SBD Dauntless du VB-6, embarqué sur l'USS Enterprise (CV-6).